# هیملشتادت
هیملشتادت (به آلمانی: Himmelstadt) یک شهر در آلمان است که در ماین-اشپسارت واقع شده‌است.